# Скопело
Скопѐло (на италиански: Scopello; на пиемонтски: Scopèl, Скопел) е село и община в Северна Италия, провинция Верчели, регион Пиемонт. Разположено е на 659 m надморска височина. Населението на общината е 419 души (към 2010 г.).